# Stabilité aérodynamique de la fusée
 (mars 2023).
 (avril 2021).
La mise en forme du texte ne suit pas les recommandations de Wikipédia : il faut le « wikifier ».
Les points d'amélioration suivants sont les cas les plus fréquents. Le détail des points à revoir est peut-être précisé sur la page de discussion.
- Les titres sont pré-formatés par le logiciel. Ils ne sont ni en capitales, ni en gras.
- Le texte ne doit pas être écrit en capitales (les noms de famille non plus), ni en gras, ni en italique, ni en « petit »…
- Le gras n'est utilisé que pour surligner le titre de l'article dans l'introduction, une seule fois.
- L'italique est rarement utilisé : mots en langue étrangère, titres d'œuvres, noms de bateaux, etc.
- Les citations ne sont pas en italique mais en corps de texte normal. Elles sont entourées par des guillemets français : « et ».
- Les listes à puces sont à éviter, des paragraphes rédigés étant largement préférés. Les tableaux sont à réserver à la présentation de données structurées (résultats, etc.).
- Les appels de note de bas de page (petits chiffres en exposant, introduits par l'outil «  Source ») sont à placer entre la fin de phrase et le point final[comme ça].
- Les liens internes (vers d'autres articles de Wikipédia) sont à choisir avec parcimonie. Créez des liens vers des articles approfondissant le sujet. Les termes génériques sans rapport avec le sujet sont à éviter, ainsi que les répétitions de liens vers un même terme.
- Les liens externes sont à placer uniquement dans une section « Liens externes », à la fin de l'article. Ces liens sont à choisir avec parcimonie suivant les règles définies. Si un lien sert de source à l'article, son insertion dans le texte est à faire par les notes de bas de page.
- La présentation des références doit suivre les conventions bibliographiques. Il est recommandé d'utiliser les modèles {{Ouvrage}}, {{Chapitre}}, {{Article}}, {{Lien web}} et/ou {{Bibliographie}}. Le mode d'édition visuel peut mettre en forme automatiquement les références.
- Insérer une infobox (cadre d'informations à droite) n'est pas obligatoire pour parachever la mise en page.

Pour une aide détaillée, merci de consulter Aide:Wikification.
Si vous pensez que ces points ont été résolus, vous pouvez retirer ce bandeau et améliorer la mise en forme d'un autre article.
La stabilité d’une fusée (et de toutes sortes de mobiles aériens, y compris les véhicules routiers qui fonctionnent aussi dans l'air) est la qualité à ne pas trop dévier de sa trajectoire sous l’effet des perturbations rencontrées sur son chemin. Pour une fusée ou un mobile aérien, lesdites perturbations sont les turbulences de l’atmosphère traversées.
En plus de ces perturbations atmosphériques, d’autres défauts peuvent induire des troubles de la stabilité d’une fusée : un désaxement du Centre des Masses (CdM) par rapport à la poussée (la poussée ne passant pas par le Centre des Masses) ainsi que des défauts de symétrie des organes aérodynamiques (ogive ou ailerons d'empennage), la poussée ne passant pas par le point d'application des efforts de traînée aérodynamique. Dans la pratique, ces désaxements de la poussée (par rapport au CdM ou au point d'application des efforts de traînée) ne produisent que des écarts de trajectoire assez faibles.
La grande cause de défaut de stabilité d’une fusée est donc d’origine aérodynamique (voir ci-dessous)

## Stabilité aérodynamique de la fusée
La stabilité d’une fusée est sa qualité à ne pas trop dévier de la trajectoire qu’on lui a assignée lors de son départ.
Le commun des mortels, longuement formé à l’école de l'expérience quotidienne, pense que pour qu’une fusée lancée verticalement soit stable, il suffit qu’elle soit lestée en bas[réf. nécessaire] (près de sa tuyère), sur le modèle du pendule (qui reste toujours bien vertical). Or c’est l’inverse qui convient (il faut que la fusée soit lourde ‘’en haut’’).

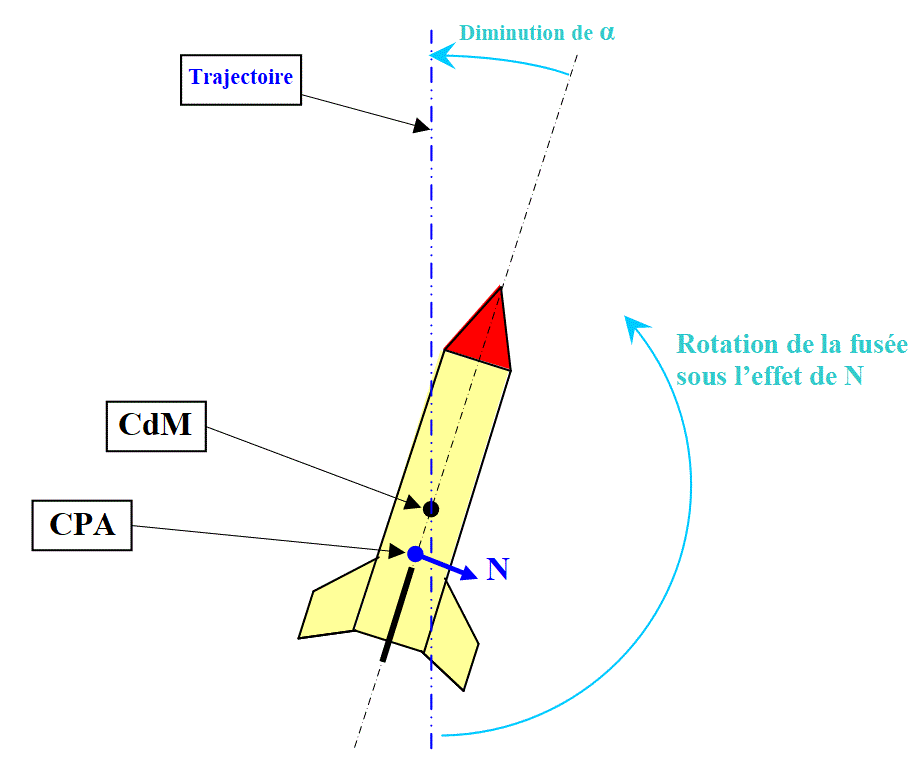
Fusée en embardée angulaire

Les lois de la physique indiquent que la condition nécessaire à la stabilité aérodynamique d’une fusée est qu'à l’occasion d’une ‘’embardée’’ angulaire (une rotation accidentelle de l’axe de la fusée par rapport à la tangente à sa trajectoire) cette fusée soit l’objet de forces et de moments qui tendront à corriger cette embardée. Ainsi, dans le schéma ci-contre, l’angle d’embardée {\displaystyle \alpha } fait naître sur la fusée une force aérodynamique dont la composante normale (nommée N sur le schéma) se trouve en un point (nommé CPA, Centre de Portance Aérodynamique) situé en arrière du Centre des Masses de la fusée (CdM) : le moment autour du Centre des Masses qui en résulte fera tourner la fusée de façon à corriger l’embardée (la fusée ne pouvant tourner qu'autour de son Centre des Masses) ; on dit alors que la fusée est stable[réf. nécessaire].
Dans le cas contraire (c.-à-d. lorsque la composante normale se trouve en avant du Centre des Masses) le moment créé par cette résultante va tendre à augmenter l’angle d’embardée initiale, donc les portances et le moment, et ainsi de suite, ce qui mettra la fusée en tête à queue : la fusée est alors dite instable[réf. nécessaire].
Dans le cas de la fusée stable, la correction de l’embardée peut être qualifiée de retour au neutre, même si la fusée, après cette correction de l'embardée, ne retrouve pas tout à fait la même position angulaire qu’avant l’embardée : de fait, on peut dire que la fusée n’a qu’une mémoire limitée de sa trajectoire et toutes les perturbations qui vont la mettre en embardées successives (ces perturbations étant les turbulences de l’air) vont plus ou moins la faire dévier de sa trajectoire originelle. Dans la pratique, cependant, et dans le cas d’un lancement vertical sans vent météo, les embardées successives se produisant aléatoirement dans toutes les directions, la fusée dévie peu de la verticale.

La fameuse expérience du marteau et de la plume sur la Lune, par Dave Scott

### Types d’ailerons d’empennage courants
- Ailerons plans :

Les ailerons utilisés pour composer l’empennage des fusées d’amateurs (à feu ou à eau) sont en général des ailerons plans (de simples plaques minces), seulement arrondis à leurs bords d’attaque et de fuite.
- Ailerons ‘‘en formes’’ :

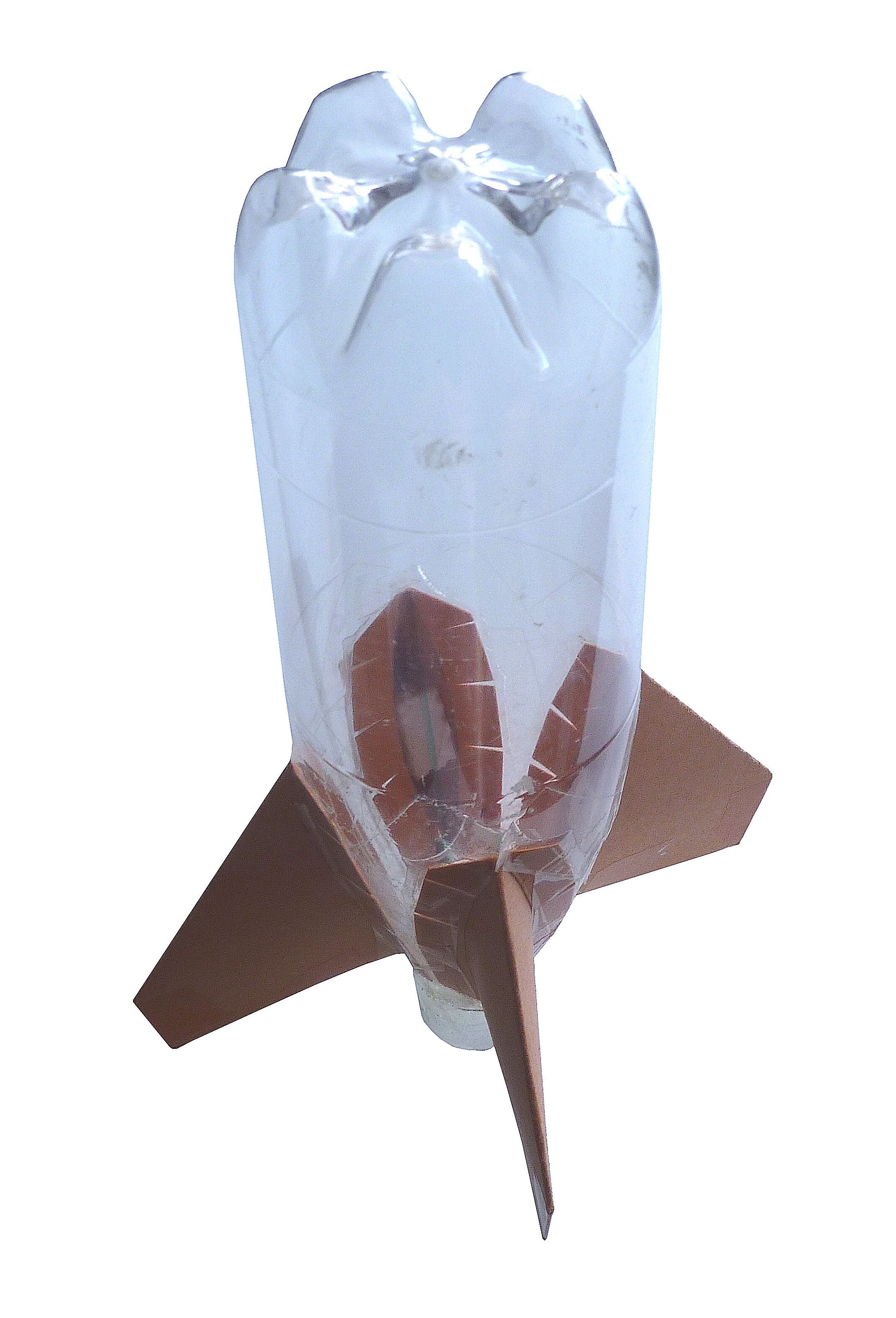
Fusée à eau 0,5L avec ailerons en forme fabriqués en bristol

En milieu scolaire et pour les fusées à eau, des ailerons ‘‘en formes’’ peuvent être utilisés. Fabriqués par cartonnage (avec du bristol de boîte de céréales) ils sont faciles à coller sur la jupe de la fusée à eau avec du ruban adhésif. L’image ci-contre à gauche montre une fusée à eau de 0,5 L dotée de tels ailerons.

Ailerons plans et ailerons ‘‘en formes’’ produisent des portances du même ordre de grandeur (à surface et nombre égaux).
- Ailerons multi-tubulaires

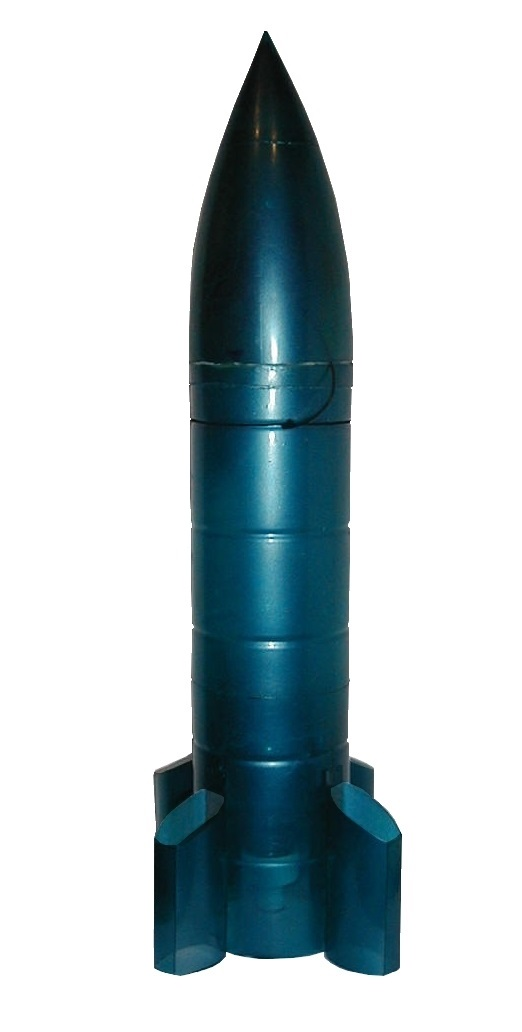
Percolat, fusée à eau à ailerons multitubulaires

À cause de leur ressemblance avec des réacteurs, ce type d’ailerons est souvent apprécié par les concepteurs de fusées à eau. S’agissant d’ailes annulaires cylindriques isolées (c.-à-d. non collées sur un fuselage), Hoerner remarque que pour des élancements {\displaystyle c/d} supérieurs à {\displaystyle 1,5} ou {\displaystyle 2} ({\displaystyle c} étant la corde ou longueur de ces ailes annulaires et {\displaystyle d} leur diamètre) elles génèrent une portance double de celles des ailes plates (de même projection {\displaystyle c\,d}),. Ce constat (très contre-intuitif) peut donc inciter à utiliser les ailes annulaires comme ailerons multiples au bas d'un fuselage, bien que leur CPA propre soit très près de leur bord d’attaque (dans les 10 ou 15% de leur corde {\displaystyle c}), soit plus vers l'avant (le haut) de la fusée que les 25% des ailerons carrés, par exemple.

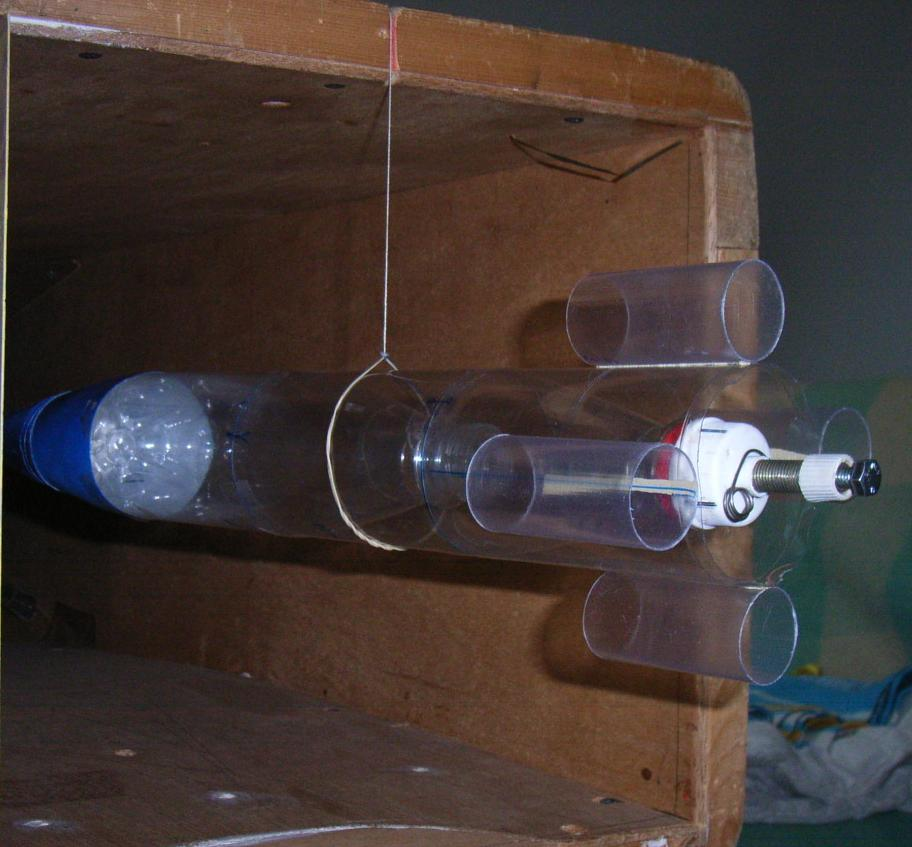
Test dans une soufflerie artisanale d'une fusée à eau à empennage multitubulaire.

- Aile annulaire

Pour les raisons évoquées ci-dessus, l'aile annulaire unique peut être envisagée comme empennage (l'axe de l'aile annulaire unique étant confondu avec l'axe de la fusée). Cette solution a été utilisée pour stabiliser les bombes (cas où la traînée ne constitue pas un problème).
- Panneaux cellulaires

Un dernier type d’ailerons utilisables (pour les fusées à feu ou à eau) est celui des panneaux cellulaires (images ci-dessous). La fabrication des minces cellules de ce type de panneaux est cependant une gageure technique (si l’on veut qu’ils soient assez légers).

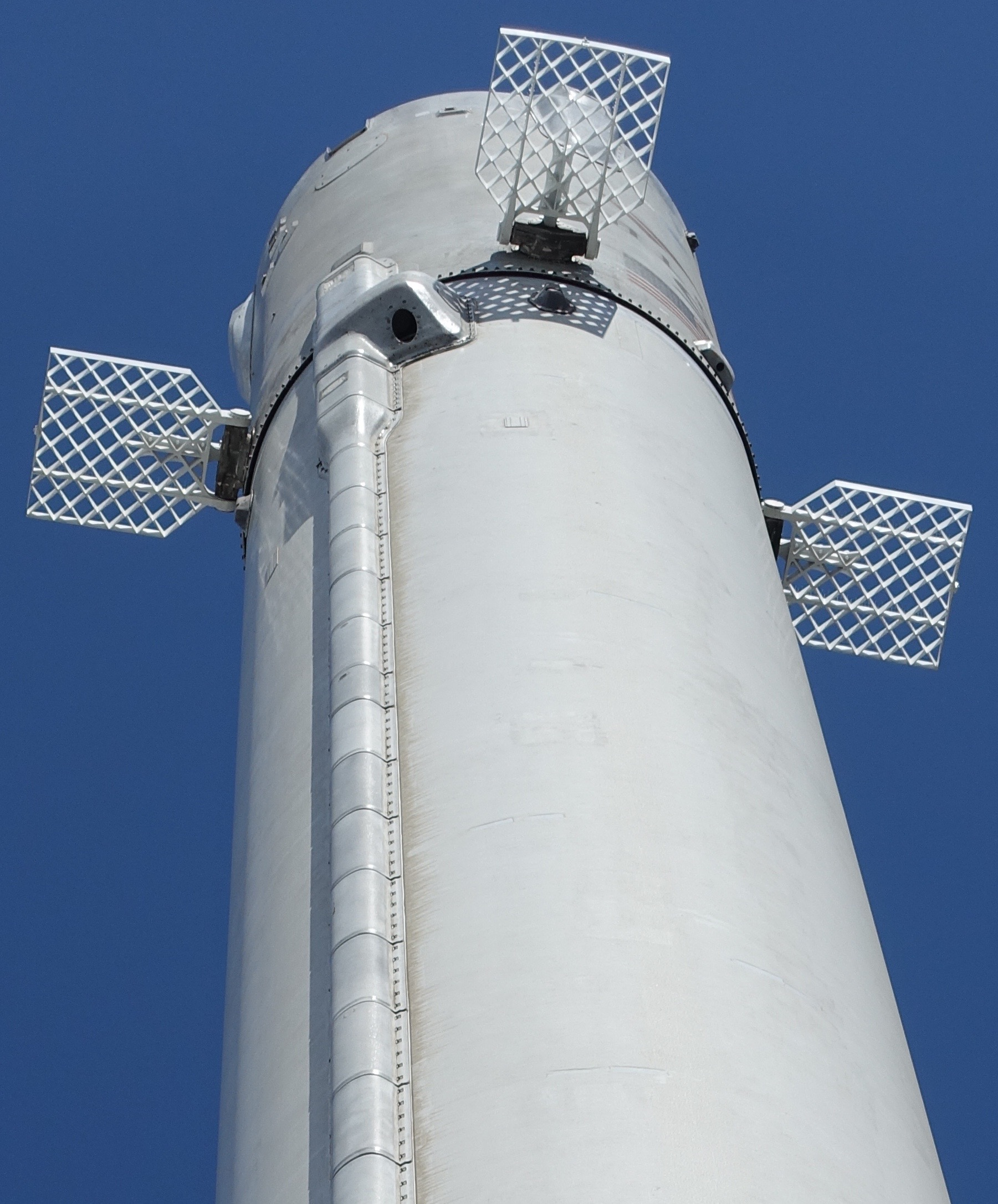
Panneaux cellulaires utilisés pour stabiliser aérodynamiquement le premier étage de la Falcon 9 de SpaceX lors de sa redescente.
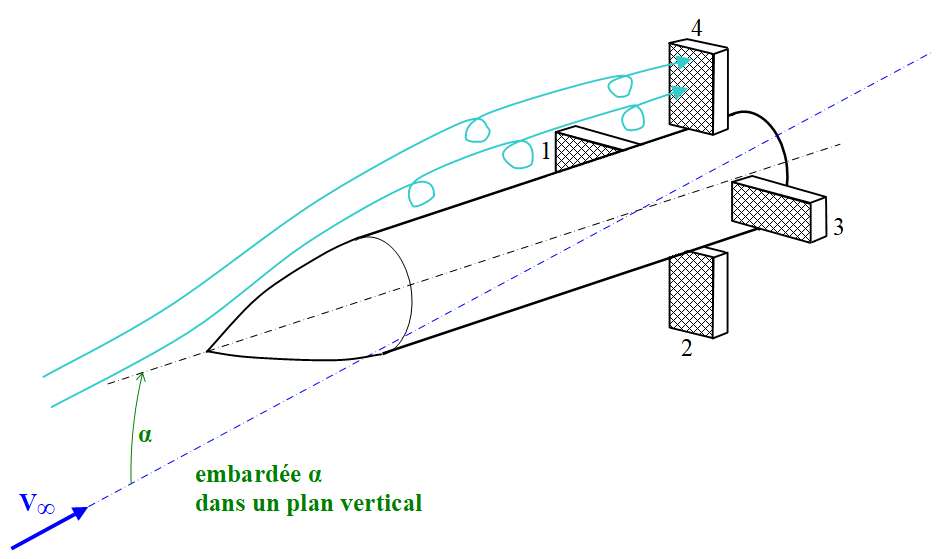
Fusée en incidence avec 4 panneaux cellulaires.

## Calculs de stabilitéstatiquepour deux fusées types
Nous allons ci-dessous mettre en application les principes édictés par le rapport des Barrowman. La publication de Planète Sciences Le vol de la fusée met également en application les mêmes principes, mais sous la forme de formules compactes qui rendent impossible leur bonne compréhension.
Nous envisagerons ci-dessous le cas d'une fusée à feu subsonique type (dotée d'une ogive conique, d'un fuselage cylindrique et d'un empennage de 3 ou 4 ailerons carrés dont l'envergure unitaire est égale au diamètre du fuselage). Nous envisagerons également le cas d'une fusée à eau type (nécessairement subsonique) de même silhouette générale que la fusée à feu précédente, mais dotée d'une ogive biconique (plus classique dans ce genre de réalisation). Il est sans doute utile de répéter ici que les lois de l'aérodynamique sont les mêmes pour les fusées à eau et pour les fusées à feu (ici subsoniques).
Les calculs présentés ci-dessous n'évaluent que la stabilité statique de la fusée, cette stabilité statique étant définie comme la tendance d'une fusée à revenir à sa position neutre (c.-à-d. alignée sur sa trajectoire) après une perturbation. Il faut noter que cette tendance est la tendance instantanée mais que les calculs de stabilité statique ne renseignent pas sur la vitesse avec laquelle le retour au neutre va se produire : cette vitesse de retour au neutre (et les oscillations qui s'ensuivent) relève des calculs de stabilité dynamique qui seront abordés en fin d'article.

Rappelons que dans la méthode des Barrowman, un fuselage cylindrique est censé ne produire qu'une portance négligeable (cette simplification est acceptable en première approximation).

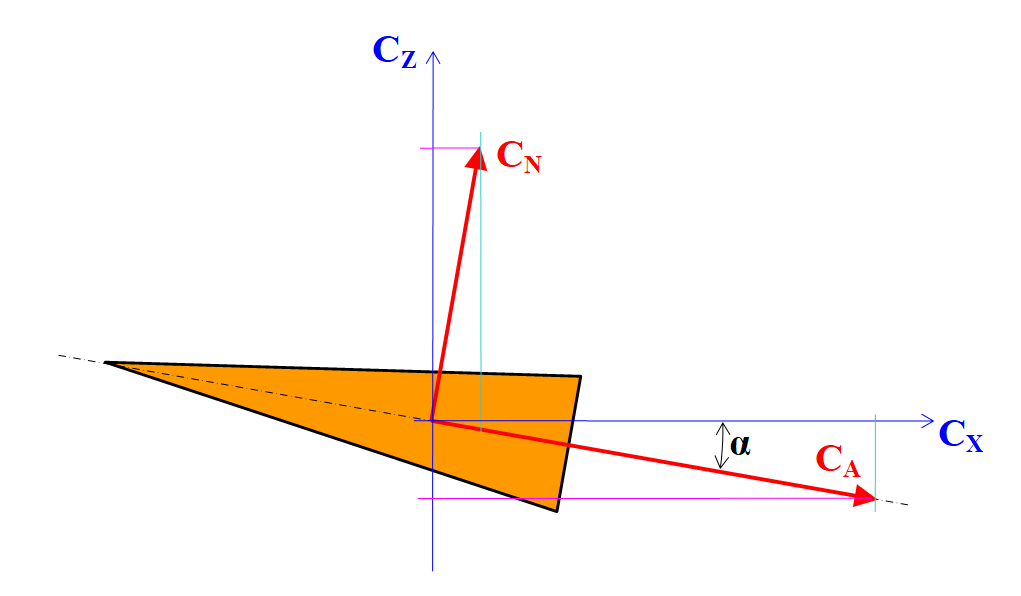
Conversion des coefficients adimensionnels fuséistes Cn et Ca en coefficients des avionneurs Cz et Cx

Les fuséistes utilisent pour leurs calculs le coefficient de force normale {\displaystyle C_{n}} et le coefficient de force axiale {\displaystyle C_{a}} (tous deux en rouge sur l'image ci-contre).
La force normale est la projection sur un plan normal à l'axe de l'engin de la résultante aérodynamique développée par le fuselage ou un organe aérodynamique.
La force axiale est la projection sur l'axe de l'engin de la résultante aérodynamique développée par le fuselage ou un organe.

Le coefficient de force normale {\displaystyle C_{n}} est défini comme :
{\displaystyle {\frac {PortNorm}{q\;\alpha _{rad}\;S_{ref}}}}
libellé où {\displaystyle PortNorm} est la portance normale de l'organe considéré (en Newton), {\displaystyle q} la pression dynamique de l'écoulement, {\displaystyle \alpha _{rad}} l'angle d'incidence de cet organe en radians et {\displaystyle S_{ref}} la surface de référence adoptée pour le calcul de ce {\displaystyle C_{n}}.

Il faut prendre conscience que les coefficients {\displaystyle C_{n}} et {\displaystyle C_{a}} des fuséistes sont établis en repère corps (c.-à-d. en repère fusée, à savoir l'axe de la fusée) alors que les coefficients {\displaystyle C_{z}} et {\displaystyle C_{x}} des avionneurs sont établis en repère vent (la direction de ce vent n'étant autre que la trajectoire de l'avion ou la direction du vent dans la soufflerie qui a testé son modèle). C'est ce que l'on peut observer sur l'image ci-contre.
La surface de référence utilisée dans l'établissement du {\displaystyle C_{n}} et du {\displaystyle C_{a}} est fréquemment la maîtresse section du fuselage de l'engin (dans le cas d'une fusée simple la section de l'ogive) . Cependant, comme toujours en Mécanique des fluides, le choix de la surface de référence est libre : la seule obligation impérative est de toujours préciser ce choix (il faut toujours penser qu'il n'y a jamais de surface de référence évidente).
Ce qui rend pratique l'usage des coefficients fuséistes {\displaystyle C_{n}} et {\displaystyle C_{a}}, c'est que le {\displaystyle C_{a}} d'un engin (ou d'un de ses organes) ne peut avoir aucun effet directionnel sur cet engin (ce qui n'est pas le cas du {\displaystyle C_{x}} lorsque l'incidence est non nulle).
Les coefficients fuséistes {\displaystyle C_{n}} et {\displaystyle C_{a}} sont évidemment liés aux coefficient des avionneurs {\displaystyle C_{x}} et {\displaystyle C_{z}} par des formules simples de conversions (pourvu que la même surface de référence soit utilisée pour tous ces coefficients).
Ces formules de conversion sont :
{\displaystyle C_{a}=C_{x}cos(\alpha )-C_{z}sin(\alpha )}
et :
{\displaystyle C_{n}=C_{x}sin(\alpha )+C_{z}cos(\alpha )}
Et dans l’autre sens :
{\displaystyle C_{x}=C_{n}sin(\alpha )+C_{a}cos(\alpha )}
et :
{\displaystyle C_{z}=C_{n}cos(\alpha )-C_{a}sin(\alpha )}
Voir aussi l'article la section Coefficients de l'article Aérodynamique.

### Portance de l’ogive de la fusée à feu type

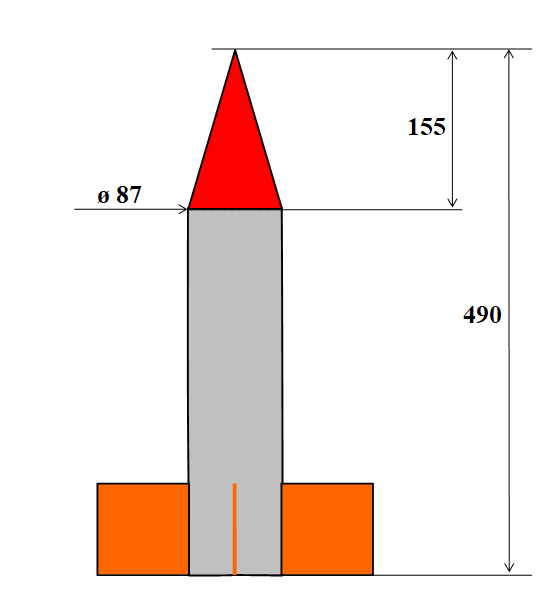
Fusée à feu type pour application des calculs du Rapport des Barrowman

L'ogive d'une fusée constitue son avant-corps. Sa fonction est de caréner le fuselage qui le suit (en produisant une traînée aérodynamique raisonnable). Cependant, cet avant-corps (l'ogive), lorsqu'il est placé en incidence (à l'occasion d'une embardée angulaire de la fusée) développe une portance mal placée qui va déstabiliser la fusée.
Pour les incidences faibles (inférieures à 10°), les ogives, en vertu de la Théorie des corps élancés (théorie que l'on doit à  Max M. Munk) présentent toutes un coefficient de force normale {\displaystyle C_{N\alpha Og}} de {\displaystyle 2} par radian (en référence à leur surface frontale, soit {\displaystyle {\frac {\pi D^{2}}{4}}} si {\displaystyle D} est le grand diamètre de cette ogive). C'est-à-dire que pour une incidence d’un dixième de radian (5,73°), cette ogive développe une force normale de {\displaystyle {\frac {1}{10}}\;2\;q\;{\frac {\pi D^{2}}{4}}}, {\displaystyle q} étant la pression dynamique {\displaystyle {\frac {1}{2}}\rho V^{2}}de l’écoulement.
Retenons que quelle que soit leur forme (conique, parabolique, gothique tangente ou non, toutes les ogives suscitent la même portance et donc le même Coefficient de force normale {\displaystyle C_{N\alpha Og}} de {\displaystyle 2} par radian (en référence à la surface frontale de l'ogive). Ceci est d'ailleurs encore vrai, en ordre de grandeur, pour l'absence d'ogive (la tête plate).
Il convient ici (pour faciliter la suite du calcul) de faire appel à la notion de Surface Équivalente de Portance ; Cette Surface Équivalente de Portance n'est autre que le produit du {\displaystyle C_{N\alpha Og}} par la surface qui a présidé au calcul de ce {\displaystyle C_{N\alpha Og}}. La "Surface Équivalente de Portance" est donc le pendant, pour les portances, du {\displaystyle SC_{x}} parfois utilisé pour la traînée. Elle s'exprime en m² et l'on n'a plus qu'à la multiplier par la pression dynamique {\displaystyle q} et l'incidence en radians pour obtenir la force de Portance (en Newton).
Dans ces conditions, la Surface Équivalente de Portance de l'ogive est {\displaystyle C_{N\alpha Og}\;[\pi D^{2}/4]}, {\displaystyle D} étant le grand diamètre de cette ogive.

### Point d’application de la portance de l’ogive de la fusée à feu type

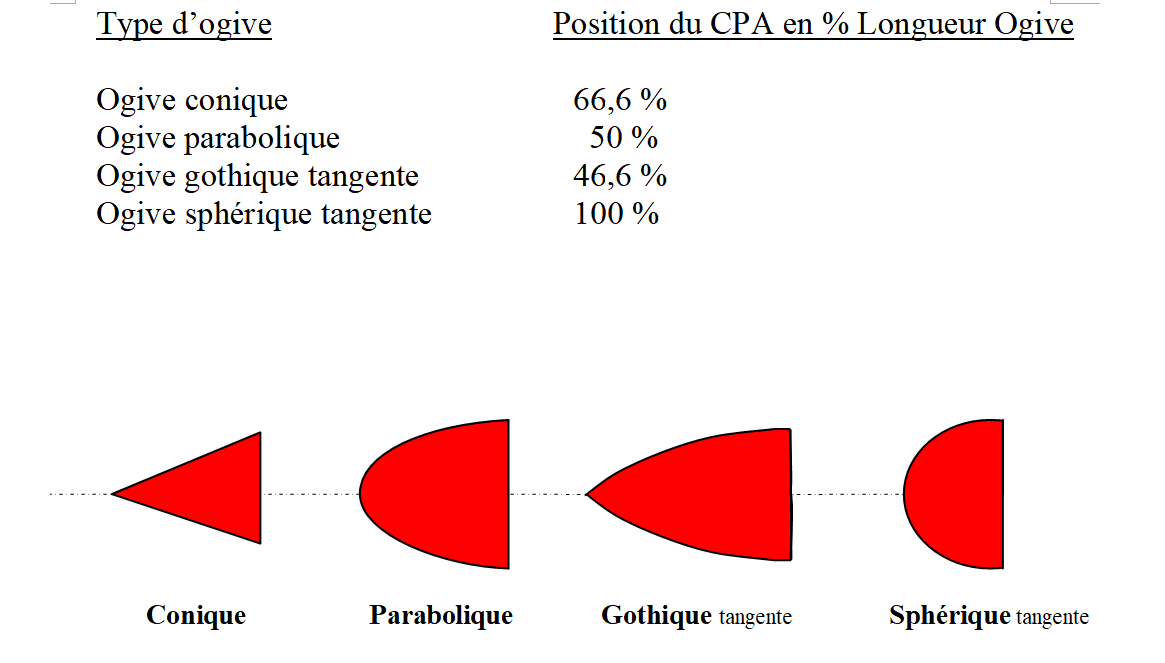
CPA des ogives. Le CPA de l'ogive hémisphérique est souvent indûment calculé selon la Théorie des Corps Élancés.

Le point d’application de la portance normale que génèrent les ogives est donné par la Théorie des corps élancés. Ce point d'application dépend de la forme des ogives. Pour l'ogive conique de notre fusée type, il est situé au 2/3 de la longueur de cette ogive. On dit donc que le XCPA propre de l’ogive est aux 2/3 de sa longueur. Le tableau ci-contre donne le XCPA propre d’autres formes d’ogives (le XCPA propre d’une ogive étant mesuré depuis sa pointe avant).
D'une façon générale, la position relative du XCPA de l'ogive est donnée par l'équation :
{\displaystyle {\frac {XCPA_{og}}{L_{og}}}=1-{\frac {Vol_{og}}{L_{og}S_{og}}}}, {\displaystyle Vol_{og}} et {\displaystyle S_{og}} étant le volume et la section maximale de l'ogive (cette équation n'est pas donnée dans le rapport des Barrowman mais dans un rapport suivant de James S. Barrowman seul,).

### Portance de l'empennage de la fusée à feu type
La portance des ailerons d'empennage est calculable par la formule de Diederich,,, laquelle est réservée aux ailes de faible envergure (ce qui est le cas des ailerons de fusées). Dans le cas simplifié d'une aile rectangulaire ou carrée (c.-à-d. sans flèche), la formule de Diederich se simplifie en :
- {\displaystyle C_{NAil}={\frac {\pi \lambda }{1+{\sqrt {1+{\frac {\lambda ^{2}}{4}}}}}}}
- {\displaystyle \lambda } étant l'allongement efficace de l'aile (nous le définissons ci-dessous).

Pour les ailes d' allongement efficace allant de 1 à 2, cette formule peut être linéarisée en {\displaystyle C_{NAil}=1,12\,\lambda +0,36} : les ailerons de fusée dépassant rarement l'allongement efficace de 2, cette formulation simplifiée pourrait être utile au collège.
L'allongement géométrique {\displaystyle \lambda } d'une aile rectangulaire est, par définition, le rapport de son envergure sur sa corde, soit {\displaystyle {\frac {E}{C}}}.
Pour une aile de forme quelconque, cette définition devient {\displaystyle {\frac {E^{2}}{S_{u}}}}, {\displaystyle E} étant toujours l'envergure unitaire (l'envergure d'un seul aileron) et {\displaystyle {S_{u}}} étant la surface de l'aile.
Mais la formule de Diederich est basée sur des mesures de portance d'ailes isolée (en l'absence de fuselage). Or dans le cas d'un aileron d'empennage, la présence du fuselage produit deux effets :
- Un surflux sur les ailerons du fait que l'obstacle que constitue le fuselage détourne une partie de l'écoulement vers les ailerons (nous y revenons à l'instant);
- Un effet de paroi qui double l'allongement de l'aileron, le fuselage se comportant comme une cloison plane d'extrémité qui transforme l'écoulement autour de l'emplanture en un écoulement 2D[n 18]

La conclusion (notable) qu'il faut tirer de ce constat de la présence du fuselage est que l'allongement géométrique des ailerons de fusées doit toujours être multiplié par deux pour obtenir leur allongement efficace {\displaystyle \lambda } dans la formule de Diederich ci-dessus. Les Barrowman écrivent d'ailleurs (sans autres explications) :
{\displaystyle \lambda =2\,{\frac {E^{2}}{S_{u}}}}, {\displaystyle E} étant toujours l'envergure unitaire (l'envergure d'un seul aileron) et {\displaystyle {S_{u}}} étant la surface de l'aile.
Il en ressort que la formule de Diederich dote chaque aileron carré d'un {\displaystyle C_{NAil}} de 2.60 (toujours par radian et en référence à sa surface portante {\displaystyle D^{2}}).
Ceci établi, il convient encore de tenir compte dans l'évaluation de la portance des ailerons d'un coefficient d'interactions (interactions des ailerons sur le fuselage et du fuselage sur les ailerons). L'expérience démontre qu'on doit pondérer le {\displaystyle C_{NAil}} précédemment établi pour un aileron par le coefficient multiplicateur :
{\displaystyle Coef_{Inter}=1+{\frac {1}{2{\frac {E}{D}}+1}}}
{\displaystyle E} étant toujours l'envergure unitaire (l'envergure d'un seul aileron) et {\displaystyle D} le diamètre du fuselage au droit des ailerons.
Dans le cas de notre fusée type, {\displaystyle E=D}, ce qui donne un coefficient d'interactions de 1,33.
Il en résulte que chaque aileron présente un {\displaystyle C_{NAil-Fuse}} de 2,60*1,33 = 3,46.
La surface équivalente de portance de cet unique aileron est alors 3,46 {\displaystyle D^{2}}

### Nombre d'ailerons de la fusée à feu type participant à la stabilité

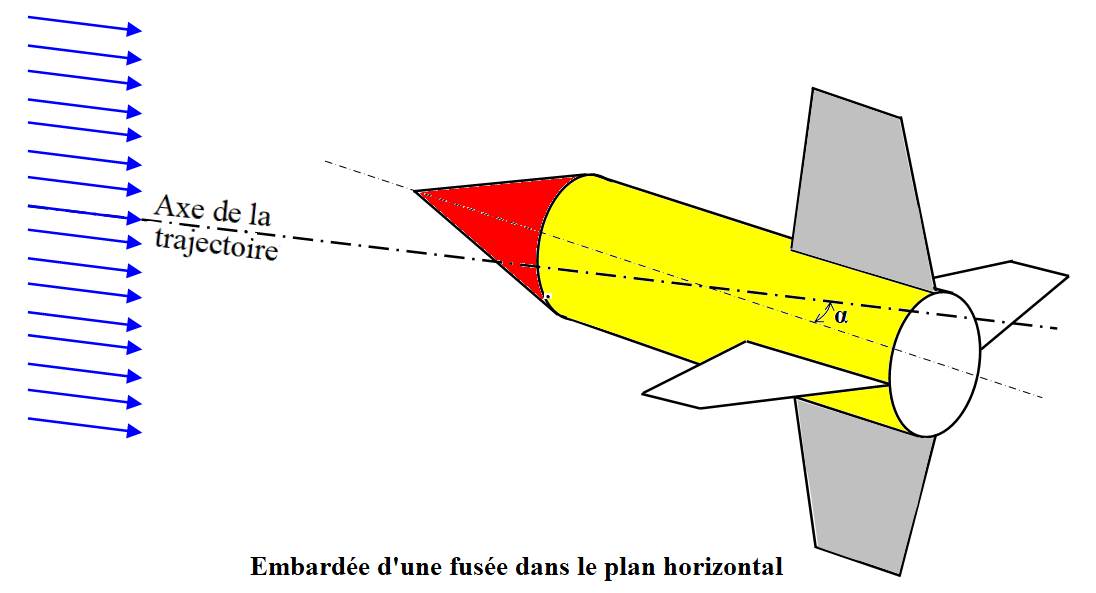
Embardée d'une fusée dans le plan horizontal

Dans le cas de notre fusée type possédant 4 ailerons, on considère que seuls deux ailerons sont placés en incidence lors d'une embardée de la fusée (les deux autres ailerons ne prenant pas d'incidence). De fait, dans l'image ci-contre, où l'empennage se présente "en {\displaystyle +}" lors d'un embardée dans le plan horizontal, on comprend que seuls les deux ailerons gris prennent de l'incidence.
Lorsque l'empennage se présente "en X", on considère que la portance que développeront les 4 ailerons sera de même valeur que les deux ailerons travaillant lors d'une présentation "en {\displaystyle +}". Autrement dit, pour une incidence donnée, la portance développée par un empennage de quatre ailerons est la même quelle que soit la présentation en roulis (en {\displaystyle +} ou en X, ou tout autre présentation intermédiaire).
Il en résulte que c'est la portance de deux ailerons (ces ailerons étant dans le même plan) qui doit être quantifiée pour juger de la stabilité d'une fusée dotée de quatre ailerons.
Ceci étant, plutôt que de multiplier par 2 le {\displaystyle C_{NAil}} d'un aileron (dans le cas d'un empennage de 4 ailerons), il est plus intéressant de multiplier par {\displaystyle {\frac {N}{2}}}, car l'expérience démontre qu'un empennage de 3 ailerons produit 1,5 fois le {\displaystyle C_{NAil}} d'un seul aileron : On pourra donc donner à {\displaystyle N} sa valeur 4 ou 3 selon que la fusée arbore 4 ou 3 ailerons.

Si une fusée est dotée de 6 ailerons carrés à l'envergure unitaire valant toujours un diamètre de fusée, on pourra considérer que ces 6 ailerons se comportent comme 5,25 ailerons (c.-à-d. qu'on peut calculer la portance de l'empennage en donnant la valeur 5,25 au nombre {\displaystyle N} d'ailerons,,,.

### Conclusion pour la portance de l'empennage de la fusée à feu type
Il résulte de tout ce qui vient d'être dit que le coefficient de portance {\displaystyle C_{NEmp}} de l'empennage de notre fusée type est :
{\displaystyle C_{NEmp}={\frac {N}{2}}\;CoefInter\;C_{NAil}\;S_{u}}
Il en résulte que {\displaystyle C_{NEmp}} de l'empennage de notre fusée type à quatre ailerons peut être évalué à :
{\displaystyle C_{NEmp}={\frac {4}{2}}\;1,33\ 2,60=6,92} (ce {\displaystyle C_{NEmp}} étant établi en référence à la surface unitaire {\displaystyle S_{u}} d'un aileron.

### Point d'application de la portance de l'empennage de la fusée à feu type

#### Cas des ailerons rectangulaires ou carrés
On considère qu'aux petits angles d'incidence rencontrés lors du vol d'une fusée convenablement conçue, le CPA (point d'application de la portance) d'ailerons rectangulaires ou carrés est situé au 25 % de leur corde.

### Point d'application de la portance totale de la fusée à feu type

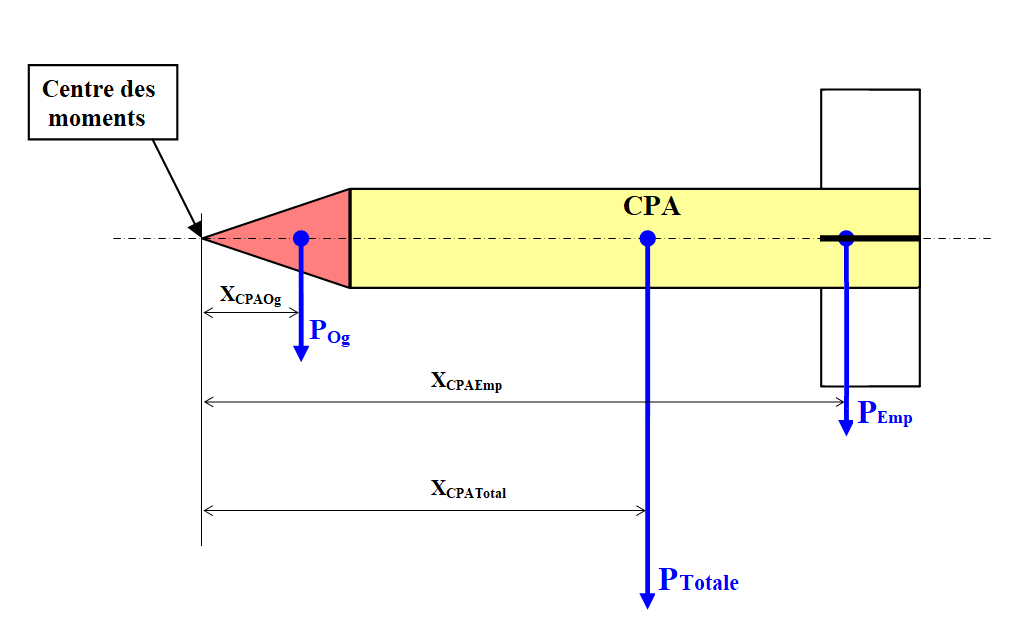
Composition, pour une fusée type, de la portance de l'ogive et de la portance de l'empennage.

Les deux portances en jeu dans le vol de cette fusée type sont donc à présent connues. Le point d'application de leur résultante est alors facilement calculable par calcul de leur moment autour d'un point quelconque (image de gauche).

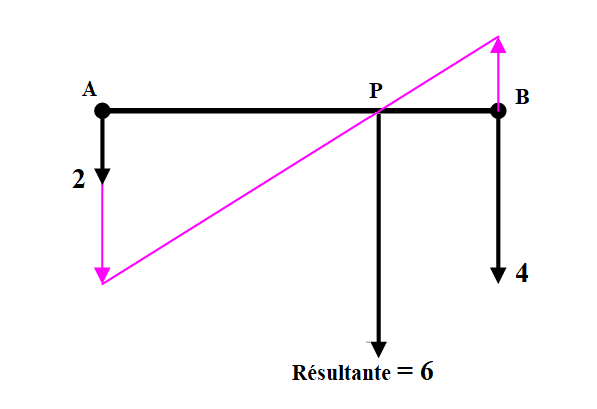
Composition graphique de deux forces

On peut aussi, si l'on désire éviter les calculs, utiliser la méthode de composition graphique des deux portances (image de droite composant deux forces de modules 2 et 4). Cette méthode graphique consiste à intervertir l'emplacement des deux forces en inversant l'une d'elles (ce qui donne la construction fuchsia). Le point d'application de la résultante (de module 6) est ainsi trouvé.
Ainsi, pour une ogive de 155 mm de longueur et une hauteur totale de la fusée de 490 mm, le CPA total de la fusée se place à 365,3 mm de la pointe de l'ogive.

### Stabilité aérodynamique d'une fusée à eau type

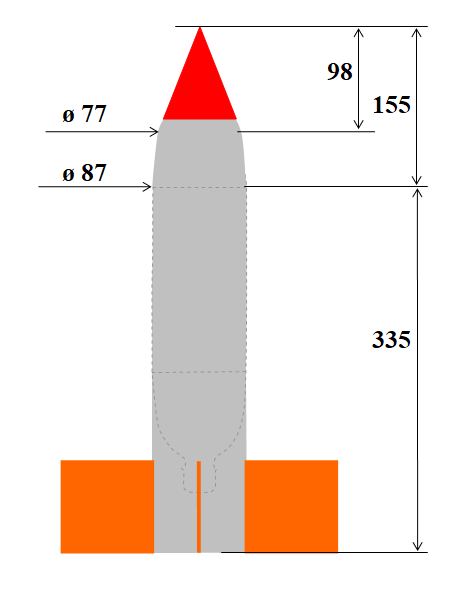
Une fusée à eau type.

Le schéma ci-contre donne la silhouette de ce qu'on pourrait nommer une fusée type. Cette fusée est construite à partir de deux bouteilles de 1,5 L d'une boisson gazeuse. L'une des bouteilles est conservée intègre et sert de réservoir et de moteur à la fusée. L'ogive qui vient caréner ce moteur est formée du haut de la deuxième bouteille coiffée d'un cône de papier enroulé et collé. Les quatre ailerons d'empennage sont montés sur une jupe tirée de la partie centrale (à peu près cylindrique) de la même deuxième bouteille. Ces ailerons sont carrés et leur envergure est égale au diamètre de la fusée.
Nous allons donner ici la valeur des coefficients de force normale des deux éléments aérodynamiques à prendre en compte, à savoir l'ogive et l'empennage.

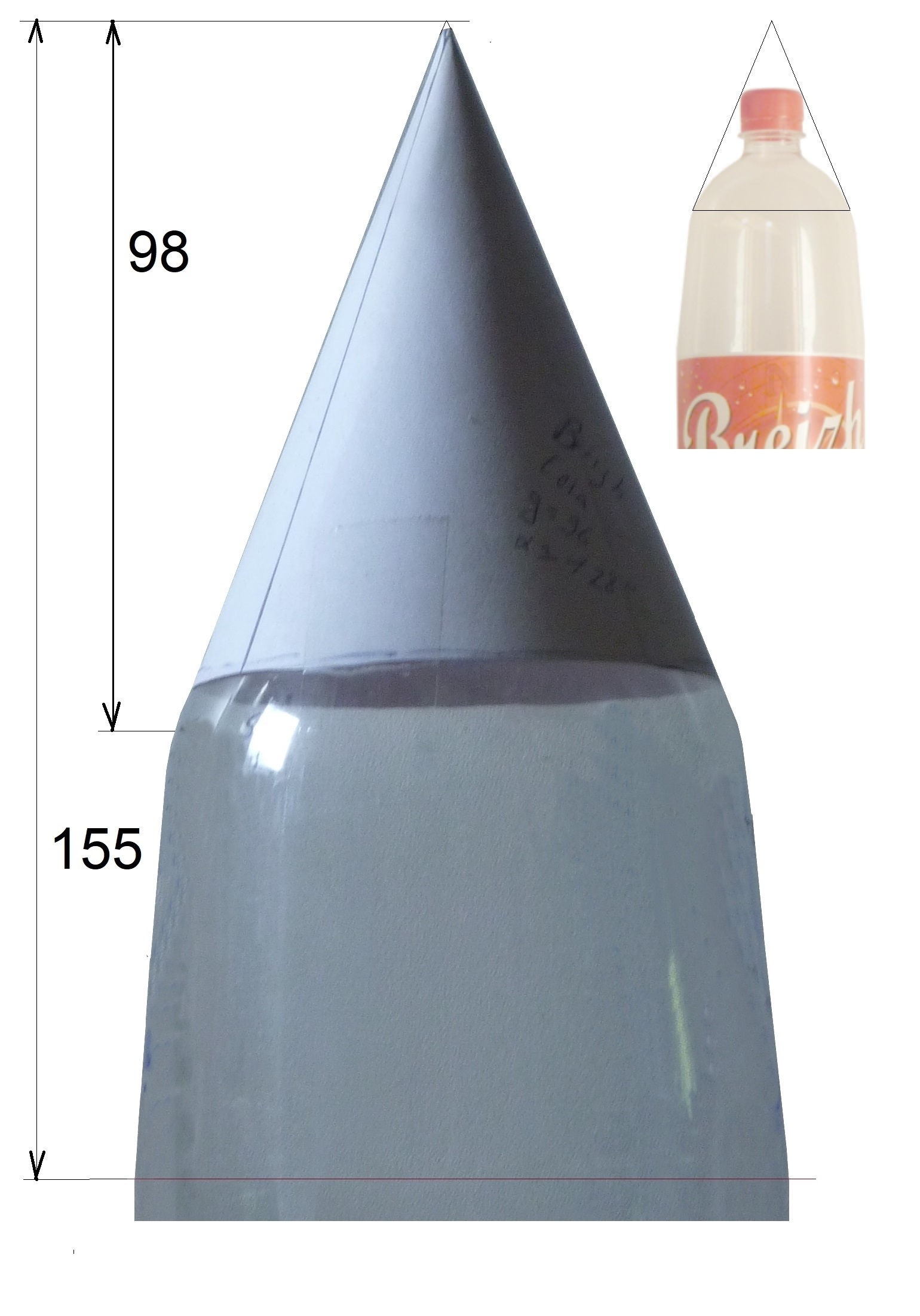
Ogive type d'une fusée à eau 1,5L, avec le cône qui carène la partie haute.

#### Portance de l'ogive de la fusée à eau type
Comme le montre l'image ci-contre, cette ogive est biconique, sa partie blanche (un cône de papier enroulé) se raccordant avec une partie tronconique.
Nous avons dit plus haut que toutes les ogives suscitent la même portance et donc le même Coefficient de force normale {\displaystyle C_{N\alpha Og}} de {\displaystyle 2} par radian (en référence à la surface frontale de l'ogive).
La Surface Équivalente de Portance de l'ogive (celle-ci étant définie plus haut) est donc {\displaystyle 2\;[\pi D^{2}/4]}, {\displaystyle D} étant le grand diamètre de cette ogive (87 mm ici).

#### Point d'application de la portance de l'ogive de la fusée à eau type
Le point d'application de la portance de l'ogive peut être calculé par les formules données dans Le vol de la fusée, ce calcul prenant en compte la partie conique supérieure ainsi que la partie tronconique inférieure.
Ce calcul place le XCPA de cette ogive biconique à 50% de sa longueur (qui est de 155 mm), soit 77,5 mm.

#### Portance des ailerons et point d'application de cette portance
La surface équivalente de portance des ailerons carrés (leur envergure unitaire étant le diamètre de la fusée), ainsi que leur XCPA propre sont les mêmes que pour la fusée à feu type (valeurs données plus haut). Le XCPA de ces ailerons se trouve donc à ~ 425 mm de la pointe de l'ogive.

##### Point d'application de la portance totale de la fusée à eau type
La composition des deux portances (celle de l'ogive et celle de l'empennage) place le CPA total de cette fusée à eau type à 360,5 mm de la pointe de son ogive.

#### Autre forme d’ailerons

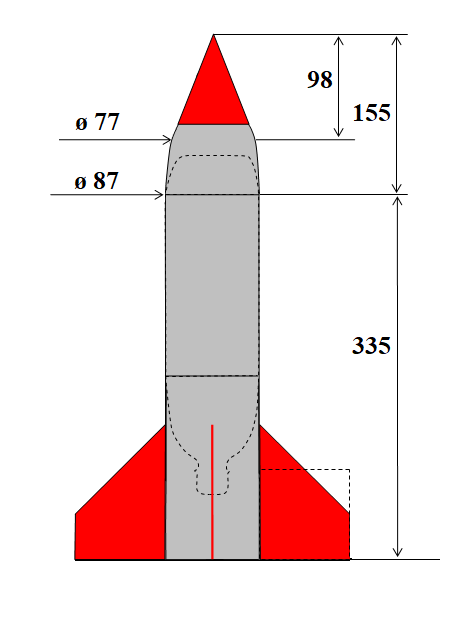
Fusée à eau, 1,5L, avec ailerons en flèche.

Si les ailerons carrés ou rectangulaires, en subsonique, offrent la meilleure portance (à surface donnée), il leur manque cette esthétique de la vitesse que peut donner la flèche du bord d’attaque.
En faisant pivoter à 45° le bord d’attaque d’un aileron carré autour de son point milieu (image ci-contre), on ne change pas sa surface. Par contre, son {\displaystyle C_{NAil}} (le Coefficient de portance normale d’un aileron, en référence à sa surface unitaire) n’est plus de 2,60 mais de 2,51 (un peu plus faible, donc).
L’action du coefficient d’interactions (qui est inchangé), ainsi que la prise en compte du nombre d’ailerons (4 dans notre exemple) font que la surface équivalente de portance de cet empennage de 4 ailerons en flèche vaut :
{\displaystyle 6,70D^{2}}.
Le XCPA propre d’un aileron peut être calculé comme étant à 45,83% de l’avant de son emplanture (soit 5,4 mm plus haut que celui de l’aileron carré de même surface).
Il en résulte que le CPA de cette fusée à 4 ailerons en flèche de surface unitaire {\displaystyle D^{2}} est situé à 354,3 mm de la pointe de l’ogive (au lieu de 360,5 mm pour 4 ailerons carrés de même surface).

#### Cas général des ailerons de forme trapézoïdale

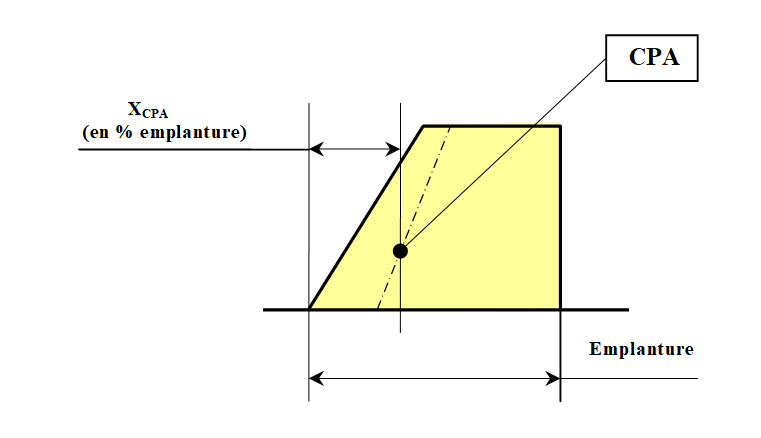
Position du Centre de Portance Aérodynamique d'un aileron d'empennage de fusée.

Pour des ailerons trapézoïdaux (le rectangle, le carré, les parallélogrammes et les triangles sont des trapèzes particuliers) le CPA est toujours situé sur la ligne des 25 % des cordes. D'autre part, il est situé, en envergure à la même distance que le barycentre de la surface de l'aileron.
Pour des ailerons en forme de parallélogramme (en flèche ou non), le CPA est donc à mi-envergure sur la ligne des quarts de cordes.
Pour des ailerons trapézoïdaux la position du CPA est donné dans Le vol de la fusée, soit par une méthode graphique, soit par une formule arithmétique.

### La grande variabilité du Centre des Masses de la fusée à eau

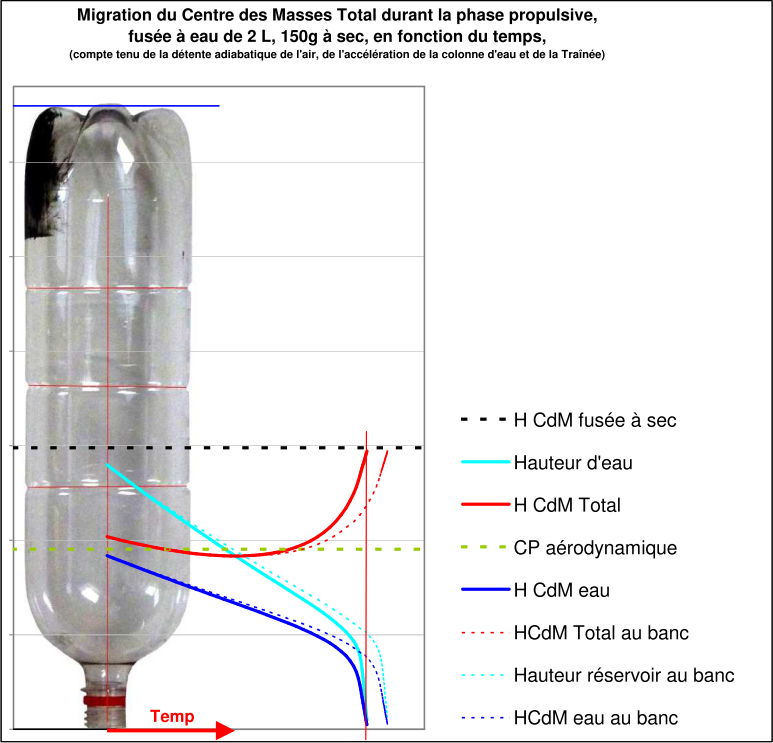
Déplacement du CdM d'une fusée à eau de 2L en fonction du temps.

Durant sa phase propulsive, la fusée voit évidemment le volume de l’eau emportée décroître jusqu’à zéro (c'est également la même chose pour le carburant -liquide ou solide- des fusées à feu). À la moitié de la propulsion, la masse d’eau restante se trouvant en quantité assez importante assez près de la tuyère, elle peut être très déstabilisante. Il n’est alors pas rare que la fusée fasse montre d’un court épisode d’instabilité transitoire, cet épisode prenant fin dès que toute l’eau a été éjectée (la fusée ‘’à sec’’ redevenant stable) : ce défaut de stabilité transitoire se traduira donc, après un début de trajectoire tendu (en début de propulsion), par une trajectoire à courbure marquée (instabilité transitoire), laquelle sera suivie d’une trajectoire à nouveau tendue (bonne stabilité à sec), évidemment dans le prolongement de l'orientation suscitée par l'instabilité transitoire.
Une façon de corriger ce problème d’instabilité transitoire est évidemment de lester l’ogive. Outre son utilité pratique, le lestage de l'ogive offre évidemment un grand intérêt pédagogique (spécialement en milieu scolaire) puisqu'il inscrit dans la mémoire des fuséistes débutants que, très contre intuitivement, la fusée gagne en stabilité à être plus lourde en haut.
L’image ci-contre montre l’évolution du Centre des Masses d’une fusée à eau ‘’type’’ de 2 L de volume. La courbe rouge représente l’évolution de la hauteur du Centre des Masses de la fusée complète en fonction du temps : on note que ce Centre des Masses passe par un point bas qui peut être générateur d’instabilité transitoire (selon la position du Centre des Masses à sec, donc du lestage éventuel de l’ogive, et la position du CPA total de la fusée -symbolisée par l'horizontale tiretée verte-). Sur ce graphe, les courbes tiretées rouge, bleu dense et bleu clair représentent des hauteurs calculées pour une fusée à eau immobile (au banc d'essais) puisque alors la hauteur de l'eau dans la fusée ne subit pas d'accélération. Les courbes de mêmes couleurs en trait plein ont, par contre, été calculées en tenant compte de la hauteur de la colonne d'eau dans la fusée accélérée.

## La stabilité dynamique des fusées

Fusée au décollage par vent fort, avec Traînée et Portance en repère "vent ressenti par la fusée"

Les calculs ci-dessus traitent de la stabilité statique de la fusée. On peut les voir comme l'étude, sur une photographie, des efforts auxquels la fusée est soumise (à l'incidence où la fusée a été photographiée). L'étude de stabilité dynamique est au contraire consacrée à la vitesse (très variable) à laquelle vont se produire les mouvements de la fusée sous les efforts calculés par l'étude de stabilité statique. La stabilité dynamique va donc permettre de dessiner le film du vol de la fusée, avec ses oscillations de retour au neutre plus ou moins rapides. Comme le montre l'animation ci-contre, les efforts aérodynamiques agissant sur la fusée varient en continu (selon la vitesse du vent ressentie par la fusée et son incidence instantanée).

### Facteurs d'amortissement
Dans la pratique, le retour au neutre de la fusée (lorsque celle-ci est mise en incidence par une turbulence de l'atmosphère) se fait après un certain nombre d'oscillations d'amplitudes décroissantes. Le nombre de ces oscillations est d'autant plus réduit qu'existent dans le mouvement de la fusée un certain nombre de facteurs d'amortissement : La vitesse locale de l'air sur l'ogive et les ailerons d'empennage (cette vitesse étant la composition de la vitesse de la fusée sur sa trajectoire et de la vitesse locale propre induite par les oscillations) procure un premier amortissement (c'est finalement l'amortissement qu'on peut observer lorsque l'on écarte une girouette du lit du vent). Un amortissement complémentaire est créé, pendant le phase propulsive, par le mouvement rapide de la matière éjectée. Cet amortissement par éjection de masse(Jet damping (en), en anglais) existe aussi avec les fusées à eau. Par contre, dans le cas particulier d'une fusée dont le fuselage possède des rétreints, il faut noter que ces rétreints apportent un coefficient d'amortissement négatif.

### Influence du nombre de Mach

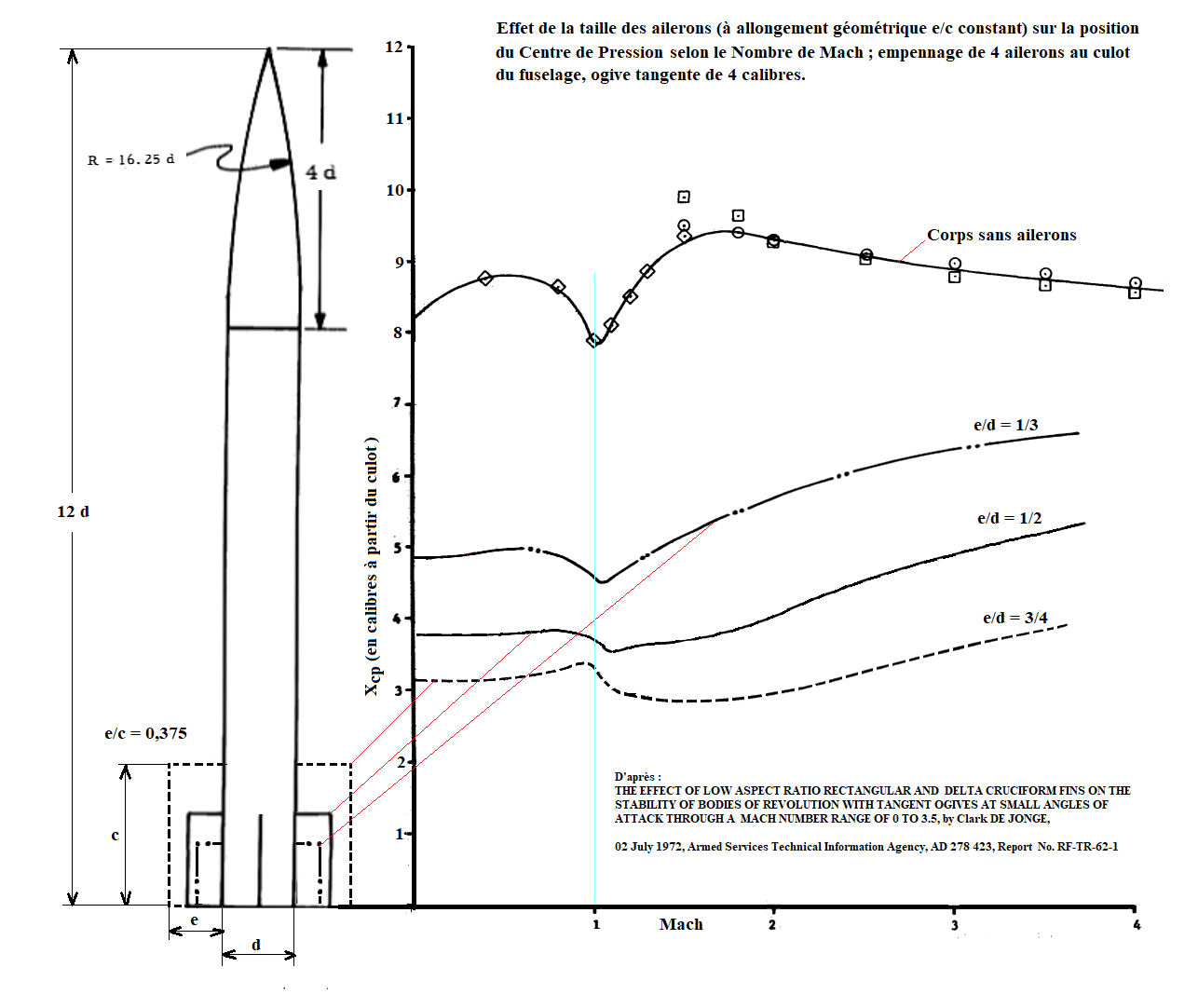
Position du Centre de Portance d'une fusée avec 4 ailerons de différentes tailles selon le Mach, d'après Clark De Jonge.

En première approximation, la stabilité d'une fusée type tend à être augmentée aux abords de la vitesse du son et au-delà ((augmentation du {\displaystyle C_{n\alpha }} total de la fusée et recul de son {\displaystyle CPA} total). Bien sûr, ce scrupule ne vaut pas pour une fusée à eau... 

L'image ci-contre donne la position du {\displaystyle CPA} (position nommée ici {\displaystyle X_{c}p}) selon la taille des ailerons et selon le Nombre de Mach. La courbe la plus basse (celle qui donne la meilleure stabilité) concerne une fusée à ailerons d'envergure un peu plus faible que celle de nos fusées types (envergure de {\displaystyle \textstyle {\frac {3}{4}}D}). On voit qu'à mesure que la taille des ailerons croît, ceux-ci tendent à contrer l'effet du Nombre de Mach sur le fuselage seul (effet principalement dû à l'ogive).